# Phong ngữ chú
Phong ngữ chú (tiếng Trung: 风语咒) là một một bộ phim điện ảnh, hoạt hình 3D với chủ đề phiêu lưu kỳ ảo của Trung Quốc. Đạo diễn của bộ phim Lưu Khoát, các nhà biên kịch có Chu Thiết Nam, Vu Áo và Thư Đôn Hàng.
Bộ phim kể về hành trình đi tìm mẹ của thiếu niên mù Lang Minh và câu chuyện anh hùng của cậu khi cứu thế giới khỏi một trong tứ đại hung thú - Thao Thiết.
Cuối năm 2019, bộ phim đã đoạt giải thưởng Kim Kê dành cho Phim hoạt hình xuất sắc nhất.

## Tóm tắt cốt truyện
Nhiều ngàn năm trước, tứ đại hung thú từ thế giới khác hàng lâm làm hại thế gian, bị các hiệp lam thời đó dùng bí thuật "Phong ngữ chú" phong ấn. Hiện tại, một trong tứ đại mãnh thú - "Thao Thiết" bị nhân vật phản diện thả ra, âm mưu thống trị thế gian.
Lang Minh là một thiếu niên mắt mù mồi côi cha từ nhỏ, hai mẹ con sống nương tựa vào nhau bằng nghề lừa đảo và đánh bạc, tuy nghèo nhưng tình cảm sâu đậm vô cùng. Mẹ Lang Minh vì muốn con mình sáng mắt trở lại nên đã ước nguyện với Thao Thiết, đổi lại bà bị biến thành La Sát - thức ăn của Thao Thiết.
Lang Minh sáng mắt nhưng không thấy mẹ đâu, cậu bước lên hành trình gian nan đi tìm mẹ. Cuối cùng, cậu sử dụng "Phong ngữ chú" mà khi trước cha dạy để phong ấn Thao Thiết và cứu mẹ mình.

## Nhân vật
Lang Minh (lồng tiếng: Lộ Tri Hành) là một thiếu niên mắt mù, từ nhỏ đã có ước mơ trở thành một hiệp lam. Từ nhỏ cậu đã bị bạn đồng trang lứa bắt nạt, nhưng khi Thao Thiết xuất thế, chính cậu lại là người giải cứu thế giới.
Tô Hề (lồng tiếng: Diêm Manh Manh) có ngoại hiệu là Tiểu Yêu Nghiệt, là một cô nàng đanh đá, bị "Linh" bám vào.
Giả Diệp (lồng tiếng: Biên Giang) là nhân vật phản diện, có đầy đủ các tố chất cần thiết của nhân vật phản diện như xấu, nói nhiều, mạnh mẽ, tiểu nhân, ti bỉ.
Mai Nhiễm (lồng tiếng: Chử Quân) là mẹ của Lang Minh, đanh đá, mê cờ bạc. Vì làm Lang Minh khôi phục thị lực nên đã ước nguyện với Thao Thiết rồi bị biến thành La Sát.

## Âm nhạc
| STT | Nhan đề                                                   | Phổ lời        | Phổ nhạc   | Ca sĩ             | Thời lượng |
| --- | --------------------------------------------------------- | -------------- | ---------- | ----------------- | ---------- |
| 1.  | "Phong ngữ chú" (ca khúc chủ đề)                          | Phương Văn Sơn | Hoắc Tôn   | Hoắc Tôn          | 4:04       |
| 2.  | "Mộng đổng" (nhạc đệm phiên bản tình yêu)                 | Mao Lượng      | Lưu Khoát  | Quyển Trụ Na Cá 9 | 2:15       |
| 3.  | "Ly hề" (ca khúc kết phim)                                | Lưu Khoát      | Mao Lượng  | A Lan             | 2:58       |
| 4.  | "Phong ngữ họa giang hồ" (nhạc đệm phiên bản nhiệt huyết) | Ngải Nhiệt     | Ngải Nhiệt | Ngải Nhiệt        | 1.54       |

## Giải thưởng
| Năm  | Giải thưởng                        | Hạng mục                     | Tác phẩm      | Kết quả   |
| ---- | ---------------------------------- | ---------------------------- | ------------- | --------- |
| 2019 | Giải thưởng điện ảnh Kim Kê lần 32 | Phim hoạt hình xuất sắc nhất | Phong ngữ chú | Đoạt giải |

## Đánh giá

### Tích cực
Tờ Báo chiều Dương Thành bình luận: Phong ngữ chú về mặt sản xuất có thể tính là trên tiêu chuẩn trung bình của các bộ phim hoạt hình sản xuất tại Trung Quốc. Đầu phim có thiết kế phong cách thủy mặc thể hiện nét đẹp của văn hóa Trung Quốc. Hình tượng của hai nhân vật chính là Lang Minh và Tô Hề có khí chất của tiểu thuyết võ hiệp, lại pha chút phong cách thần tượng, phù hợp với thẩm mỹ của khán giả trẻ tuổi. Trong phim, phân đoạn hai người trên đường đi tìm Mai tỷ có cách thức thể hiện mới mẻ lại hài hước, mà phân đoạn các La Sát chạy như điên vào miệng Thao Thiết lại cực kỳ đồ sộ. Ngoài ra, các hình tượng chong chóng gió, kẹo hồ lô, phòng ngói, ngũ hành nguyên tố trong phim đều thể hiện hơi thở Trung Quốc.

### Tiêu cực
Cùng tờ Báo chiều Dương Thành bình luận: tuy bộ phim có chủ đề cảm động, như vẫn khó bỏ qua tỳ vết của câu chuyện. Bản chất của câu chuyện vẫn là chính-tà giao chiến, xây dựng nhân vật chưa được rõ nét, các biến chuyển của mạch chuyện cũng có vẻ khô cứng. Lang Minh tuy có mộng hiệp lam, nhưng lại không vì nó mà nỗ lực phấn đấu, cả ngày ăn không ngồi rồi, sau khi tự hủy hai mắt liền ngộ ra phong ngữ chú, điều này quá thiếu sức thuyết phục. Vai phản diện chính Giả Diệp được xây dựng quá lỏng lẻo, thân thế, quá khứ, năng lực đều không được thể hiện trong phim, mục đích tồn tại chỉ là để làm nhân vật phản diện.